# Zabrala ceripes
Zabrala ceripes är en insektsart som beskrevs av Sjöstedt 1921. Zabrala ceripes ingår i släktet Zabrala och familjen gräshoppor. Inga underarter finns listade i Catalogue of Life.